# Hrabstwo Stephenson
Hrabstwo Stephenson – hrabstwo w USA, w stanie Illinois, według spisu z 2010 roku liczba ludności wynosiła 47,7 tys. Siedzibą hrabstwa jest Freeport.

## Geografia
Według spisu hrabstwo zajmuje powierzchnię 1 463 km², z czego 1 461 km² stanowią lądy, a 1 km² (0,10%) stanowią wody.

### Miasta
- Dakota
- Freeport
- Lake Summerset (CDP)

### Wioski
- Cedarville
- Davis
- German Valley
- Lena
- Orangeville
- Pearl City
- Ridott
- Rock City
- Winslow

### Sąsiednie hrabstwa
- Hrabstwo Green - północ
- Hrabstwo Winnebago - wschód
- Hrabstwo Ogle - południowy wschód
- Hrabstwo Carroll - południowy zachód
- Hrabstwo Jo Daviess - zachód
- Hrabstwo Lafayette - północny zachód

## Historia
Hrabstwo zostało utworzone w 1837 roku z hrabstw Jo Daviess oraz Winnebago. Zostało nazwane na cześć Benjamina Stephensona.

## Demografia
Według spisu z 2000 roku hrabstwo zamieszkuje 48 979 osób, które tworzą 19 785 gospodarstw domowych oraz 13 473 rodzin. Gęstość zaludnienia wynosi 34 osób/km². Na terenie hrabstwa jest 21 713 budynków mieszkalnych o częstości występowania wynoszącej 15 budynków/km². Hrabstwo zamieszkuje 89,29% ludności białej, 7,68% ludności czarnej, 0,15% rdzennych mieszkańców Ameryki, 0,68% Azjatów, 0,04% mieszkańców Pacyfiku, 0,63% ludności innej rasy oraz 1,53% ludności wywodzącej się z dwóch lub więcej ras, 1,53% ludności to Hiszpanie, Latynosi lub inni.
W hrabstwie znajduje się 19 785 gospodarstw domowych, w których 30,70% stanowią dzieci poniżej 18 roku życia mieszkający z rodzicami, 55,40% małżeństwa mieszkające wspólnie, 9,50% stanowią samotne matki oraz 31,90% to osoby nie posiadające rodziny. 27,60% wszystkich gospodarstw domowych składa się z jednej osoby oraz 12,60% żyje samotnie i ma powyżej 65 roku życia. Średnia wielkość gospodarstwa domowego wynosi 2,43 osoby, a rodziny wynosi 1,97 osoby.
Przedział wiekowy populacji hrabstwa kształtuje się następująco: 25,20% osób poniżej 18 roku życia, 7,60% pomiędzy 18 a 24 rokiem życia, 27,50% pomiędzy 25 a 44 rokiem życia, 23,30% pomiędzy 45 a 64 rokiem życia oraz 16,40% osób powyżej 65 roku życia. Średni wiek populacji wynosi 38 lat. Na każde 100 kobiet przypada 93,10 mężczyzn. Na każde 100 kobiet powyżej 18 roku życia przypada 90,30 mężczyzn.
Średni dochód dla gospodarstwa domowego wynosi 40 366 dolarów, a średni dochód dla rodziny wynosi 48 510 dolarów. Mężczyźni osiągają średni dochód w wysokości 36 300 dolarów, a kobiety 24 238 dolarów. Średni dochód na osobę w hrabstwie wynosi 19 794 dolarów. Około 6,50% rodzin oraz 9,00% ludności żyje poniżej minimum socjalnego, z tego 11,60% poniżej 18 roku życia oraz 8,50% powyżej 65 roku życia.

## Religia
W 2010 roku hrabstwo Stephenson ma najwyższy odsetek zielonoświątkowców w stanie Illinois, z członkostwem na poziomie 12,8%. Łącznie z zielonoświątkowcami, 37,0% było członkami różnych kościołów ewangelikalnych, głównie bezdenominacyjnych (13,4%), Kościoła Luterańskiego Synodu Missouri (3,7%) i uświęceniowych (2,8%), takich jak Armia Zbawienia.
16,8% było członkami związków wyznaniowych klasyfikowanych jako protestantyzm głównego nurtu. Do największych takich związków wyznaniowych należały: Zjednoczony Kościół Metodystyczny (7,9%), Kościół Ewangelicko-Luterański w Ameryce (4,0%) i Zjednoczony Kościół Chrystusa (2,9%). Kościół katolicki z 5 kościołami, obejmuje 11% populacji hrabstwa. Historyczni czarni protestanci stanowią 2,8% populacji hrabstwa i są to głównie zielonoświątkowcy i baptyści.
Największą niechrześcijańską mniejszością religijną w hrabstwie są mormoni (0,56%), a pozostali mają niewielu wyznawców.  